# 蓬图瓦兹站
蓬图瓦兹站是法国的一个铁路车站，位于法国中北部城市蓬图瓦兹，距离巴黎市区西北部大约29公里。属于第五收费区（Zone 5）。

## 位置
蓬图瓦兹站位于蓬图瓦兹市区的南部，塞尔吉-蓬图瓦兹新城腹地。车站大致呈东西走向，正门及主站房开口朝北，南侧亦设有出入口，并可通过车站西侧的天桥连接。

## 历史
蓬图瓦兹站最初建于1846年，和圣但尼－迪耶普铁路一道投入使用。现有的站房于1860年建成，其开口朝北，正对戴高乐广场及蓬图瓦兹老城。随着塞尔吉-蓬图瓦兹新城的建立，蓬图瓦兹站逐渐成为了一个重要的通勤车站，站台数量有所增加，并新开辟了南侧的康洛贝尔广场（Canrobert）。但由于地形限制，南北两侧的广场没有机动车道直接连通。

## 设施
蓬图瓦兹站设有人工售票窗口和自动售票机，站前设有社会车辆停车场。

## 停靠线路
以下列车线路在蓬图瓦兹站停靠：
| 蓬图瓦兹站列车线路表 |                       |           |               |                                       |
| 起点                 | 上一站                | 线路      | 下一站        | 终点                                  |
| （起点）             | （起点）              | [T] · (C) | 圣杜恩洛莫讷  | 巴黎奥斯特里茨/杭济斯桥-奥利机场/马西 |
| 巴黎北               | 圣杜恩洛莫讷          | [T] · [H] | （终点）      | （终点）                              |
| 克雷伊/佩尔桑博蒙    | 圣杜恩洛莫讷          | [T] · [H] | （终点）      | （终点）                              |
| 巴黎圣拉扎尔         | 圣杜恩洛莫讷-教堂街区 | [T] · [J] | （终点）/欧尼 | 布瓦西埃勒里/吉索尔                   |

## 配套交通

### 长途客车
| 停靠蓬图瓦兹站的大巴车                |                                    |                                                                                             |
| 上下车地点                            | 运营单位                           | 主要目的地                                                                                  |
| 蓬图瓦兹站正门（北侧） （戴高乐广场） | SNCF                               | 当某条铁路线施工或罢工时，SNCF可能也会提供途径该线路沿途站点的大巴车                        |
| 蓬图瓦兹站正门（北侧） （戴高乐广场） | 瓦勒德瓦兹省城际客运 Busval d'Oise | - 95.04线：马尼昂维克桑、埃普特河畔蒙特勒伊、布赖和吕                                       |
| 蓬图瓦兹站后门（南侧） （康洛贝尔）   | 瓦勒德瓦兹省城际客运 Busval d'Oise | - 95.22线：萨吉、孔德库尔、隆居埃斯、塞兰库尔 - 95.23线：维尼、泰默里库尔、阿维尔讷、邦泰吕 |
| 1. 2. 3.                              |                                    |                                                                                             |

### 市内交通
| 蓬图瓦兹站附近的市内公共交通线路        |                        | |
| 公交车站名称                            | 位置                   | 停靠线路 |
| Gare Pontoise (Place Général de Gaulle) | 蓬图瓦兹站正门（北侧） | - 34N路：蓬图瓦兹站 ↔ 奥尼站 ↔ 塞尔吉高地站 - 34S路：蓬图瓦兹站 ↔ 讷伊大学站 ↔ 塞尔吉高地站 - 43路：蓬图瓦兹站 ↔ 奥尼-蓬图瓦兹路 - 150路：巴黎圣拉扎尔站 ↔ 塞尔吉高地站                                                                                          |
| Gare Pontoise (Canrobert)               | 蓬图瓦兹站后门（南侧） | - 30路：蓬图瓦兹站 ↔ （环线，经过塞尔吉省府站） - 36路：蓬图瓦兹站 ↔ 库尔迪芒什-雷库瓦宰特 - 45路：蓬图瓦兹站 ↔ 塞尔吉省府站 ↔ 塞尔吉圣克里斯托弗站 - 56路：蓬图瓦兹站 ↔ 塞尔吉省府站 ↔ 瓦兹河畔梅里站 - 58路：蓬图瓦兹站 ↔ 塞尔吉省府站 ↔ 圣杜恩洛莫讷-池塘大道 |
| 1. 2. 3.                                |                        | |

## 临近车站
| 蓬图瓦兹站（Gare de Pontoise） |                      |          |
| 上行车站                       | 线路                 | 下行车站 |
| 圣杜恩洛莫讷站                 | 圣但尼－迪耶普铁路   | 奥尼站   |
| 圣杜恩洛莫讷-教堂街区站        | 阿谢尔－蓬图瓦兹铁路 | （终点） |
| - 本表仅显示运营中的线路及车站 |                      |          |